# Hello (píseň, Adele)
„Hello“ je píseň z alba 25 britské zpěvačky Adele. Na YouTube byla píseň zveřejněna 23. října 2015. Za 24 hodin klip k písni zhlédlo 27,7 milionů uživatelů, což je současný rekord společnosti Vevo. Za pouhé tři měsíce klip získal 1 miliardu zhlédnutí, čímž také trhl rekord jako video, které nejrychleji dosáhlo miliardy zhlédnutí. „Hello“ se umístila na prvních příčkách mnoha mezinárodních žebříčků.